# Resolutie 1958 Veiligheidsraad Verenigde Naties
Resolutie 1958 van de Veiligheidsraad van de Verenigde Naties werd unaniem door de VN-Veiligheidsraad aangenomen op 15 december 2010. De resolutie beëindigde alle resterende activiteiten onder het Olie-voor-voedselprogramma, dat in feite reeds in 2003 was beëindigd. Samen met de diezelfde dag aangenomen resoluties 1956 en 1957 beëindigde resolutie 1956 enkele belangrijke beperkingen die Irak waren opgelegd volgend op de Eerste Golfoorlog.

## Achtergrond
Op 2 augustus 1990 viel Irak zijn zuiderbuur Koeweit binnen en bezette dat land. De Veiligheidsraad veroordeelde de inval nog diezelfde dag middels resolutie 660, en later kregen de lidstaten carte blanche om Koeweit te bevrijden. Eind februari 1991 was die strijd beslecht en legde Irak zich neer bij alle aangenomen VN-resoluties. Het land werd vervolgens verplicht om zich te ontwapenen door onder meer al zijn massavernietigingswapens te vernietigen. Daaraan werkte Irak echter met grote tegenzin mee, tot grote woede van de Verenigde Staten, die het land daarom in 2003 opnieuw binnenvielen.
Een door de VN geleide overgangsregering werd in 2004 opgevolgd door een Iraakse. In 2005 werd een nieuwe grondwet aangenomen en vonden verkiezingen plaats, waarna een coalitie werd gevormd. In de tussentijd werd het land echter geplaagd door sektarisch geweld en bleven vele slachtoffers vallen door de talloze terreuraanslagen.

## Inhoud

### Waarnemingen
De Veiligheidsraad haalde het olie-voor-voedselprogramma (het Programma) aan dat met resolutie 986 in 1995 werd opgericht om tijdelijk te voorzien in de humanitaire noden van de Iraakse bevolking. Het was van belang dat Irak opnieuw de internationale status bereikte die het voor 1990 had.

### Handelingen
De secretaris-generaal werd gevraagd alle resterende activiteiten van het programma stop te zetten.
Hij mocht ook een geblokkeerde rekening openen om:
- US$20 miljoen tot 31 december 2016 vast te houden voor kosten in verband met de beëindiging van het Programma,
- US$131 miljoen gedurende 6 jaar vast te houden voor schadeloosstellingen aan de VN, de VN-vertegenwoordigers, agenten en onderaannemers.

Alle overige fondsen moesten zo snel mogelijk worden overgemaakt aan het Irak-ontwikkelingsfonds.

## Verwante resoluties
- Resolutie 1956 Veiligheidsraad Verenigde Naties
- Resolutie 1957 Veiligheidsraad Verenigde Naties
- Resolutie 2001 Veiligheidsraad Verenigde Naties (2011)
- Resolutie 2061 Veiligheidsraad Verenigde Naties (2012)

Lijst ·  1908 ·  1909 ·  1910 ·  1911 ·  1912 ·  1913 ·  1914 ·  1915 ·  1916 ·  1917 ·  1918 ·  1919 ·  1920 ·  1921 ·  1922 ·  1923 ·  1924 ·  1925 ·  1926 ·  1927 ·  1928 ·  1929 ·  1930 ·  1931 ·  1932 ·  1933 ·  1934 ·  1935 ·  1936 ·  1937 ·  1938 ·  1939 ·  1940 ·  1941 ·  1942 ·  1943 ·  1944 ·  1945 ·  1946 ·  1947 ·  1948 ·  1949 ·  1950 ·  1951 ·  1952 ·  1953 ·  1954 ·  1955 ·  1956 ·  1957 ·  1958 ·  1959 ·  1960 ·  1961 ·  1962 ·  1963 ·  1964 ·  1965 ·  1966